# Swiss Open Gstaad 1998
Lo Swiss Open Gstaad 1998 è stato un torneo di tennis giocato sulla terra rossa. È stata la 84ª edizione dello Swiss Open Gstaad, che fa parte della categoria International Series nell'ambito dell'ATP Tour 1998. Si è giocato al Roy Emerson Arena di Gstaad in Svizzera, dal 6 al 13 luglio 1998.
In questa edizione del torneo Roger Federer ha esordito nel circuito ATP maggiore, perdendo al primo turno con Lucas Arnold.

## Campioni

### Singolare
Àlex Corretja ha battuto in finale  Boris Becker con il punteggio di 7–6(5), 7–5, 6–3

### Doppio
Gustavo Kuerten /  Fernando Meligeni hanno battuto in finale  Daniel Orsanic /  Cyril Suk con il punteggio di 6–4, 7–5